# Casamento de Hussein, Príncipe Herdeiro da Jordânia, e Rajwa Al Saif
O casamento de Hussein, Príncipe Herdeiro da Jordânia, e Rajwa Al Saif refere-se ao casamento de Hussein bin Al Abdullah, Príncipe Herdeiro da Jordânia, com Rajwa Al Saif no dia 1º de junho de 2023, em Amã, na Jordânia.
O dia foi declarado feriado nacional no país.

## Cronograma resumido
- 17 de agosto de 2022: anúncio do noivado
- 31 de dezembro de 2022: anúncio da data da boda[3]
- 14 de maio de 2023: divulgação do logotipo da boda
- 17 de maio de 2023: despedida de solteiro do noivo
- 22 de maio de 2023: festa da henna em honra à noiva
- 31 de maio de 2023 banho do noivo (bash) [4]
- 31 de maio de 2023: banquete para 4 mil homens jordanianos
- 01 de junho de 2023: boda de Hussein e Rajwa

## Anúncio do noivado
A Casa Real anunciou o noivado do Príncipe Al Hussein com Rajwa Khaled bin Musaed bin Saif bin Abdulaziz Al Saif em 17 de agosto de 2022.

## Preparativos
A data do casamento só foi divulgada em dezembro de 2022 e a modista que desenhou o vestido da noiva para a festa da henna (ver abaixo) disse que foi procurada apenas em fevereiro de 2023.
Os primeiros detalhes do casamento começaram a surgir no início de maio e no dia 10 de maio a revista Hola da Espanha divulgou alguns detalhes das celebrações, enfatizando que os preparativos estavam "sendo feitos com total discrição". A revista espanhola revelou que a boda aconteceria no Palácio Zahran, seguida de uma procissão até o Palácio Al Husseiniya.
No dia 14 de maio, a Casa Real apresentou a logomarca do evento nas redes sociais. "Com a aproximação da data do casamento (...) temos o prazer de compartilhar o logotipo oficial para marcar a ocasião, que em árabe significa “nós nos alegramos”, dizia o anúncio oficial.
Já no dia 16 a revista People anunciou que a Rainha da Malásia havia revelado o dress code da boda: homens de terno e gravata e as mulheres de longo, mas sem tiaras.

## Eventos pré-boda

### Despedida de solteiro
O noivo celebrou sua despedida de solteiro com colegas da 40ª Brigada Blindada Real do Rei Hussein bin Talal. Seu irmão Hashem também participou da festa. Foi uma noite de "poesia, canções, dança tradicional dabka, jogos de cabo de guerra e outras atividades", diz um texto no portal oficial do Príncipe.

### Festa da henna
Na noite de 22 de maio, a mãe de Hussein, a rainha Rania, organizou a festa da henna (também noite da henna), uma festa pré-boda tradicional entre os muçulmanos. A festa contou com a presença da noiva e de suas futuras cunhadas, as princesas Iman e Salma, além de outras convidadas. A própria rainha divulgou as imagens em seu Instagram.
A noiva usou um vestido e um véu brancos com bordados dourados feito pela estilista saudita Honayda Serafi. A grife Honayda se tornou a primeira marca de moda saudita a ser exibida na luxuosa loja de departamentos Harrods de Londres em 2022 e segundo a estilista, Rajwa queria algo "bem modesto, que mostrasse algo da cultura da Arábia Saudita com um toque moderno; e queria que a peça fosse elegante e também branca" e que o contato  para que ela desenhasse a roupa havia sido feito em fevereiro.

### Bash e banquete em honra ao noivo
No dia 31, à tardinha, o Rei Abdullah recebeu 4 mil homens jordanianos, que incluíam autoridades e outros líderes, para um banquete em honra ao noivo. Antes, o noivo havia participado do tradicional bash, uma pequena festa organizada por um familiar, neste caso do Príncipe Omar bin Faisal, na casa de quem o noivo toma banho e troca de roupa para a festa.

## Boda
O reis da Jordânia foram os primeiros a chegar ao Palácio de Zahran, em Amã, na Jordânia, pouco antes das 16 horas (em horário local) onde receberam os convidados: os familiares dos noivos e realezas e lideranças mundiais. Jill Biden foi uma das últimas a entrar, antes de Hussein chegar e fazer seu cortejo da escada em frente ao palácio até o altar, onde foi recebido pelo pai, o sogro e o clérigo. A noiva chegou de braços com o irmão de Hussein, o Príncipe Hashem, servindo as irmãs de Hussein, as Princesas Iman e Salma como as damas de honra.
Após a cerimônia religiosa, o casal seguiu em cortejo pelas ruas de Amã até o Palácio Al Husseiniya, onde cortaram o tradicional bolo e onde os convidados depois participaram de um banquete.

### Trajes dos noivos
Durante a cerimônia religiosa noivo usou um traje militar com camisa branca e gravata, enquanto Rajwa usou sapatos baixos, tiara, um véu de 6 metros com bordados em flores e um vestido reto, com decote assimétrico, do estilista Elie Saab. Ambos trocaram de roupa para o banquete, com a noiva escolhendo luvas longas e um vestido sem mangas, com decote em V, saia ampla e detalhes em 3D que imitavam rosas, e ele trocando a gravata tradicional por uma gravata borboleta.
A tiara de diamantes foi um presente dos sogros e seu design traz a mensagem “Rajwa min Allah” (Rajwa, um favor (presente) de Deus), que segundo a imprensa é "provavelmente é uma referência a um post" que sua sogra fez no Instagram após o noivado do casal, que dizia que Rajwa era a resposta a suas suas orações por Hussein. A tiara faz um conjunto com brincos e as joias são uma criação de Fred Jewelry.

## Convidados e presenças

### Família real jordana[23]
- Rei Abdullah
- Rainha Rania
- Príncipe Hashem
- Princesa Iman e seu marido Alexandre
- Princesa Salma
- Princesa Muna, avó paterna do noivo
- Príncipe El Hassan bin Talal, tio do rei e tio-avô no noivo
- Principe Faisal lbin Al Hussein, irmão do rei
- Príncipe Ali bin Al Hussein, meio-irmão do rei
- Príncipe Hashim bin Al Hussein, meio-irmão do rei
- Príncipe Talal bin Muhammad, primo do rei
- Príncipe Ghazi bin Muhammad, primo do rei; casado com Miriam Ungria, viúva de Kardam, príncipe de Tarnovo
- Príncipe Rashid bin El Hassan
- Princesa Basma bint Talal, tia-avó do noivo
- Princesa Alia bint Al Hussein, meia-irmã do rei
- Princesa Aisha bint Al Hussein, irmã do rei
- Princesa Zein bint Al Hussein, irmã do rei
- Princesa Raiyah bint Al Hussein, meia-irmã do rei
- Princesa Sarvath El Hassan
- Princesa Rahma bint El Hassan
- Princesa Sumaya bint El Hassan
- Princesa Zeina Al Feisal
- Princesa Rym Ali
- Princesa Ghida Talal
- Princesa Miriam Ghazi, nascida Miriam Ungria e viúva de Kardam da Bulgária
- Princesa Zeina Rashid
- Princesa Taghrid Muhammad
- Princesa Firyal

### Famílias reais estrangeiras
A primeira confirmação veio do Japão, que enviou a Princesa Hisako Takamado e sua filha mais velha, após o herdeiro do trono imperial, o Príncipe Akishino e sua esposa recusarem o convite por já terem outro compromisso previamente agendado. No início da semana de 15 de maio também confirmaram presença o Rei Guilherme e a Rainha Máxima da Holanda, que levaram a herdeira, a Princesa Amália; o monarca da Malásia e sua esposa; a Princesa Herdeira Vitória da Suécia e o marido Daniel; o Príncipe Herdeiro Frederico da Dinamarca e sua esposa Mary; e o Príncipe Herdeiro Haakon da Noruega.
Abu Dhabi
- Príncipe Herdeiro Sheikh Khaled bin Mohamed bin Zayed Al Nahyan

Bahrein
- Príncipe Herdeiro Salman bin Hamad Al Khalifa

Bélgica
- Rei Filipe e a Princesa Herdeira Elizabeth

Butão
- Rainha Jetsun Pema

Brunei
- Sultão Hassanal Bolkiah e o Príncipe Mateen bin Sultan Haji Hassanal Bolkiah de Brunei

Dinamarca
- Príncipe Herdeiro Frederico e a Princesa Herdeira Mary

Espanha
- Rei Juan Carlos e a Rainha Sofia

Liechtenstein
- Príncipe Regente Aloísio e a Princesa Sophie

Malásia
- Rei Abdullah de Pahang e a Rainha Azizah

Noruega
- Príncipe Herdeiro Haakon

Países Baixos
- Rei Guilherme Alexandre, Rainha Máxima dos Países Baixos e a Princesa Herdeira Amália

Qatar
- Sheikha Mozah bint Nasser al-Missned

Reino Unido
- Príncipe William de Gales e a Príncesa Catherine de Gales
- Princesa Beatriz de York e Edoardo Mapelli

Suécia
- Princesa Herdeira Vitória e o Príncipe Daniel

## Polêmica
Uma "inesperada polêmica", segundo a revista espanhola Vanitais no dia 23 de maio, se instalou poucos dias antes da boda, quando o jornal italiano Corriere della Sera reportou que família do príncipe estava construindo uma estrutura de cerca de 1.000m² na Costa Esmeralda, na Sardenha, em frente à ilha de Tavolara, local que era uma área protegida. Segundo a Vanitatis, autoridades locais sequer sabiam ou não tinham autorizado a montagem da estrutura, que deveria receber convidados do casamento para uma festa, cujos detalhes eram então desconhecidos.
No dia 24 o portal Roya News comunicou que "uma fonte confiável do Tribunal Real Hachemita" tinha dito que "todas as cerimônias relacionadas seriam realizadas exclusivamente na Jordânia", negando que houvesse "preparativos em andamento para uma cerimônia na ilha italiana da Sardenha".

## Curiosidades
- Cerca de 30 minutos após o fim da cerimônia, a Casa Real emitiu um decreto elevando Rajwa à princesa. Ela será conhecida e estilizada como Sua Alteza Real a Princesa Rajwa Al Hussein.[23]
- Durante a semanas da boda, os hotéis de Amã tiveram ocupação de 95%, os do Mar Morto atingiram 85% e os de Aqaba, 84%.[29]
- Atrações turísticas em Aqaba, o Mar Morto, Petra e Wadi Rum tiveram um aumento considerável de visitantes, sendo cerca de 50% deles estrangeiros[30]
- A Universidade Zarqa lançou um programa de 10 bolsas de estudo para estudantes locais em honra aos recém-casados.[31]